# Săbăoani
Săbăoani (Hongaars: Szabófalva) is een Roemeense gemeente in het district Neamț.
Săbăoani telt 11318 inwoners. De overgrote meerderheid van de bevolking is Rooms Katholiek in 2011. Dit duidt mogelijk op een Csángó achtergrond van de bevolking.